# Gordius
Gordius  (лат.) — род паразитических червей из группы волосатиков (Gordiidae, Gordiida). Около 80 валидных видов. Длина тела от 2 см до 2 м (Gordius fulgur). Тело цилиндрическое. Хвостовой конец у самцов раздвоен на две лопасти. Ареолы выглядят как округлые участки кутикулы, ограниченные светлыми бороздками. В приповерхностном слое кутикулы отсутствуют сближенные полости, а на её поверхности нет темноокрашенных ареол. Паразиты насекомых.
- Gordius aeneus Villot, 1874
- Gordius alascensis Montgomery, 1907
- Gordius albopunctatus Müller, 1927
- Gordius alpinus Spiridonov, 1998
- Gordius angulatus Linstow, 1906
- Gordius aquaticus Linnaeus, 1758
- Gordius attoni Redlich, 1980
- Gordius balcanicus Schmidt-Rhaesa, 2010[1]
- Gordius bivittatus Kirjanova, 1949
- Gordius borisphaenicus Spiridonov, 1984
- Gordius digitatus Schmidt-Rhaesa, 2010[1]
- Gordius plicatulus Heinze, 1937
- Gordius fulgur Baird, 1861
- Gordius zwicki Schmidt-Rhaesa, 2010[1]
- Другие виды